# كبريتيد ثاليوم أحادي
 كبريتيد ثاليوم أحادي  (بالإنجليزية:  Thallium(I) sulfide )‏ مركب كيميائي له الصيغة Tl2S ، ويكون على شكل بلورات سوداء.